# Synagoga w Bobowej
Synagoga w Bobowej – synagoga znajdująca się w mieście Bobowej, niedaleko rynku w zabudowie jego południowej pierzei, w linii dawnych murów obronnych. Stanowi jeden z najcenniejszych zabytków żydowskiej architektury sakralnej w Polsce.

## Historia
Synagoga została zbudowana w 1756. W 1889 synagoga spłonęła podczas pożaru, jaki nawiedził miasto. Spłonęła część drewniana i dach. Wnętrze w części murowanej ocalało. Natychmiast po nim podjęto decyzję o renowacji, która nadała budynkowi dzisiejszy kształt. Nieorientowana z osią skierowaną północ-południe, składała się z murowanej z kamienia sali głównej, do której dostawiono później drewnianą, poprzedzoną trójprzęsłową galerią, sień z babińcem na piętrze. Obie części tworzą prostopadłościenną bryłę przykrytą wspólnym, jednokondygnacyjnym dachem czterospadowym.
Podczas II wojny światowej hitlerowcy doszczętnie zdewastowali wnętrze synagogi i przeznaczyli ją na stajnie dla koni.
Po zakończeniu wojny synagoga przez kilka lat stała opuszczona i niszczała. W 1955 została wyremontowana, a jej wnętrze przebudowane z przeznaczeniem na warsztaty tkackie dla miejscowej szkoły zawodowej. Wówczas usunięto m.in. bimę, schodki do aron ha-kodesz, podwyższono poziom podłogi oraz wybielono ściany, jednak na polecenie kierownictwa szkoły zachowano najcenniejsze detale architektoniczne oraz polichromię i portal wokół aron ha-kodesz. Ten fragment ściany zasłonięto szybą tak, aby nie uległ zniszczeniu.
W 1993 roku synagoga została odzyskana przez Gminę Wyznaniową Żydowską w Krakowie, która nie zgodziła się na dalsze użytkowanie synagogi przez warsztaty. Od tego czasu w synagodze rozpoczęto remont, którym kierowała Fundacja Rodziny Nissenbaumów. Prace jednak szły bardzo powoli i po śmierci prezesa fundacji, Zygmunta Nissenbauma, zostały wstrzymane.
Następnie synagogą zainteresował się rabin Asher Scharf z Nowego Jorku, który postanowił dokończyć remont. Z zebranych przez niego i jego rodzinę pieniędzy wykonano izolację fundamentów, oczyszczono wnętrze z gruzu, uzupełniono stolarkę, dokopano się do poziomu pierwotnej posadzki. Ze względu na brak zachowanych przekazów ikonograficznych oraz dokumentacji poprzedniego wyposażenia zdecydowano się na postawienie prowizorycznej, drewnianej bimy oraz schodków do aron ha-kodesz. Remont pochłonął prawie 50 tysięcy dolarów.
1 lipca 2003 roku, w rocznicę śmierci cadyka Salomona ben Natana, uroczyście otwarto synagogę w obecności prawie stu bobowskich chasydów ze Stanów Zjednoczonych, Londynu i Izraela oraz lokalnych władz z wójtem gminy Bobowa, Wacławem Ligęzą. W imieniu cadyka Naftalego Halberstama, który nie mógł przyjechać na uroczystość ze względu na zły stan zdrowia, przemówienie wygłosił jego zięć Jehoszua Rubin. Następnie odbyło się nabożeństwo, na które zaproszono kantora Benziona Millera.
Obecnie synagoga jest czynnym miejscem kultu, w którym nabożeństwa odbywają się sporadycznie podczas pielgrzymek chasydów do grobów cadyków bobowskich. W synagodze mieści się również warsztat koronkarski oraz muzeum ze stałą wystawą judaiców.

### Synagoga w miniaturze
W kwietniu 2008 roku w lipińskim oddziale Muzeum Lalek w Pilźnie otwarto żydowską część galicyjskiej wioski, jaka tam powstaje. Na potrzebę owej części stworzono miniaturę bobowskiej synagogi, a także cmentarza żydowskiego i dworu cadyka Halberstama. Przeniesiono wszystkie ważne szczegóły: elementy roślinne, aron ha-kodesz, bimę, pulpit kantora, żyrandol, ławy i inne. Dopracowano detale związane z ubiorem modlących się w niej Żydów oraz kobiet w babińcu, a niewielki zwój Tory sprowadzono specjalnie z Izraela. Na uroczystości otwarcia byli obecni: Zofia Bohaczyk, dyrektor Muzeum Lalek, naczelny rabin Polski Michael Schudrich, który przybił do drzwi synagogi miniaturową mezuzę, Adam Bartosz, dyrektor Muzeum Okręgowego w Tarnowie oraz społeczność lokalna.

## Architektura
Murowany z kamienia budynek synagogi wzniesiono na planie prostokąta w stylu barokowym. Od strony zachodniej przylega do niej drewniana przybudówka, która wznosi się na czterech słupach i ma otwartą galeryjkę. W jej wnętrzu, na piętrze pierwotnie znajdował się babiniec, otwarty na salę główną kilkoma okienkami. Całość jest przykryta jednym dachem.
Główna sala modlitewna jest założona na planie prostokąta o wymiarach 14 na 12,5 metrów, nakryta jest dziewięciopolowym sklepieniem wspartym na czterech słupach, pomiędzy którymi stoi drewniana, dwuwejściowa bima.
Na ścianie wschodniej zachowała się bogato zdobiona, stiukowa oprawa aron ha-kodesz pochodząca z lat 1777–1778, będąca najlepiej zachowaną w regionie Małopolski. W centralnej części znajduje się wnęka na zwoje Tory, umiejscowiona między dwiema kolumnami, oplecionymi wicią winorośli. W części szczytowej znajdują się dwa gryfy w roli cherubów, symbolicznie adorujące tablice Dekalogu, zwieńczone koroną z napisem „korona Tory”. Cała polichromia zawiera liczne motywy roślinne oraz zwierzęce. Niedawno odkryto fragmenty malowideł na pozostałych ścianach przedstawiające Jerzolimę i instrumenty muzyczne.
- Synagoga jest obiektem, który stanowi wartość zabytkową. Została ona wpisana do krajowego rejestru zabytków nieruchomych pod numerem A-374 w dniu 10 kwietnia 1968 oraz 531 z 26 lutego 1988 roku.

## Galeria

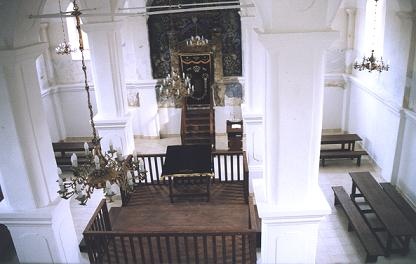
Wnętrze synagogi (2004)
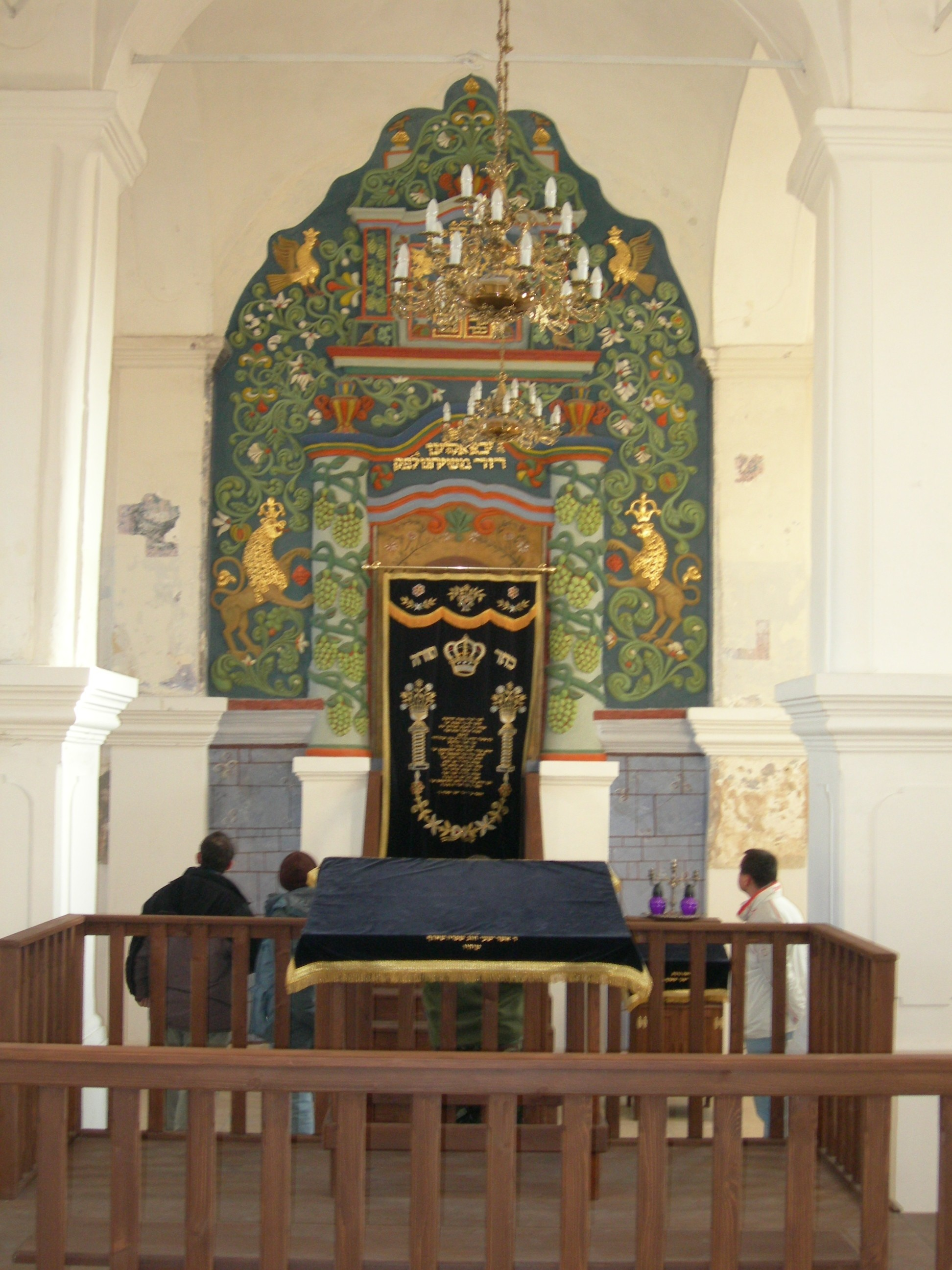
Aron ha-kodesz z bimą na pierwszym planie
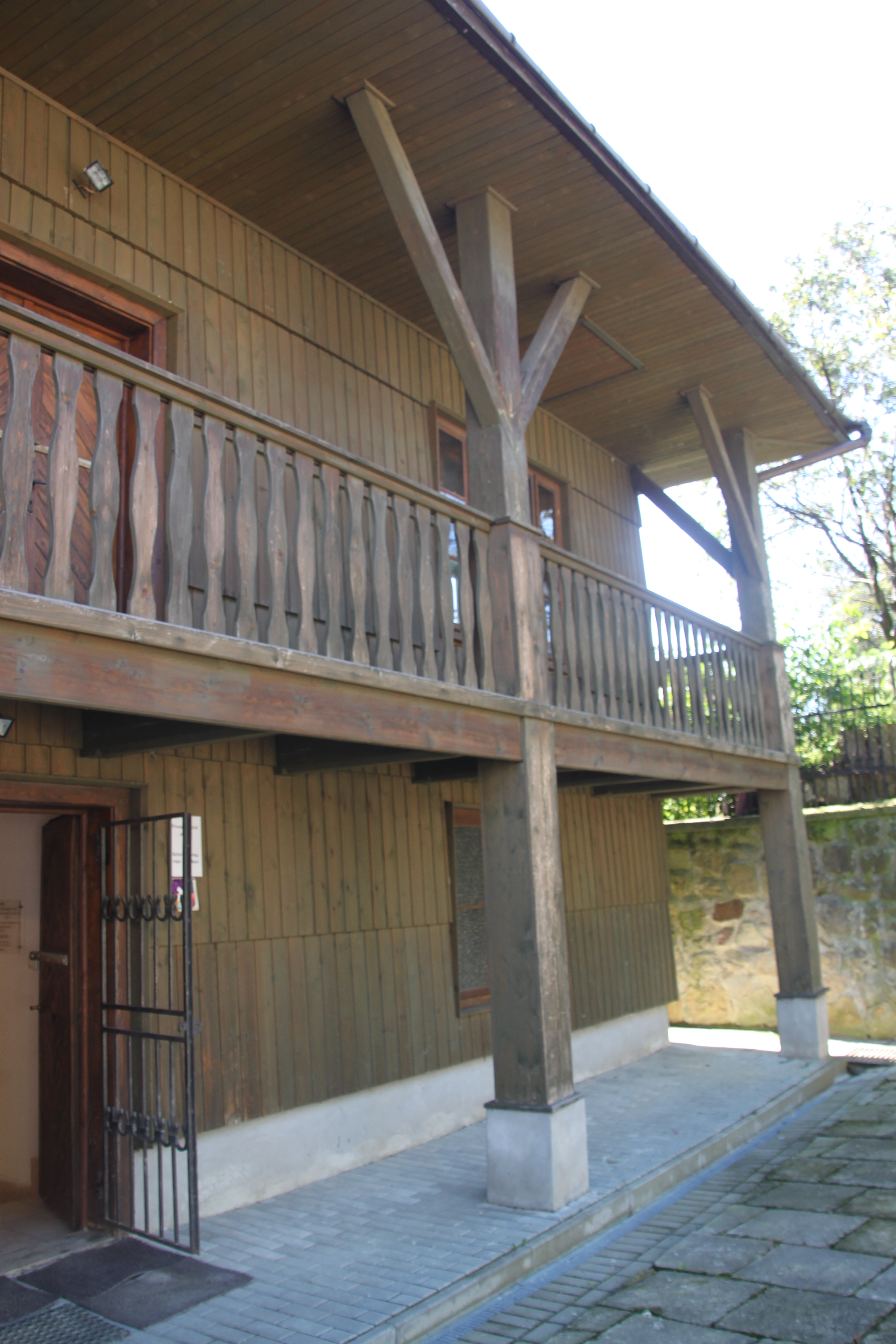
Synagoga - ściana z galerią
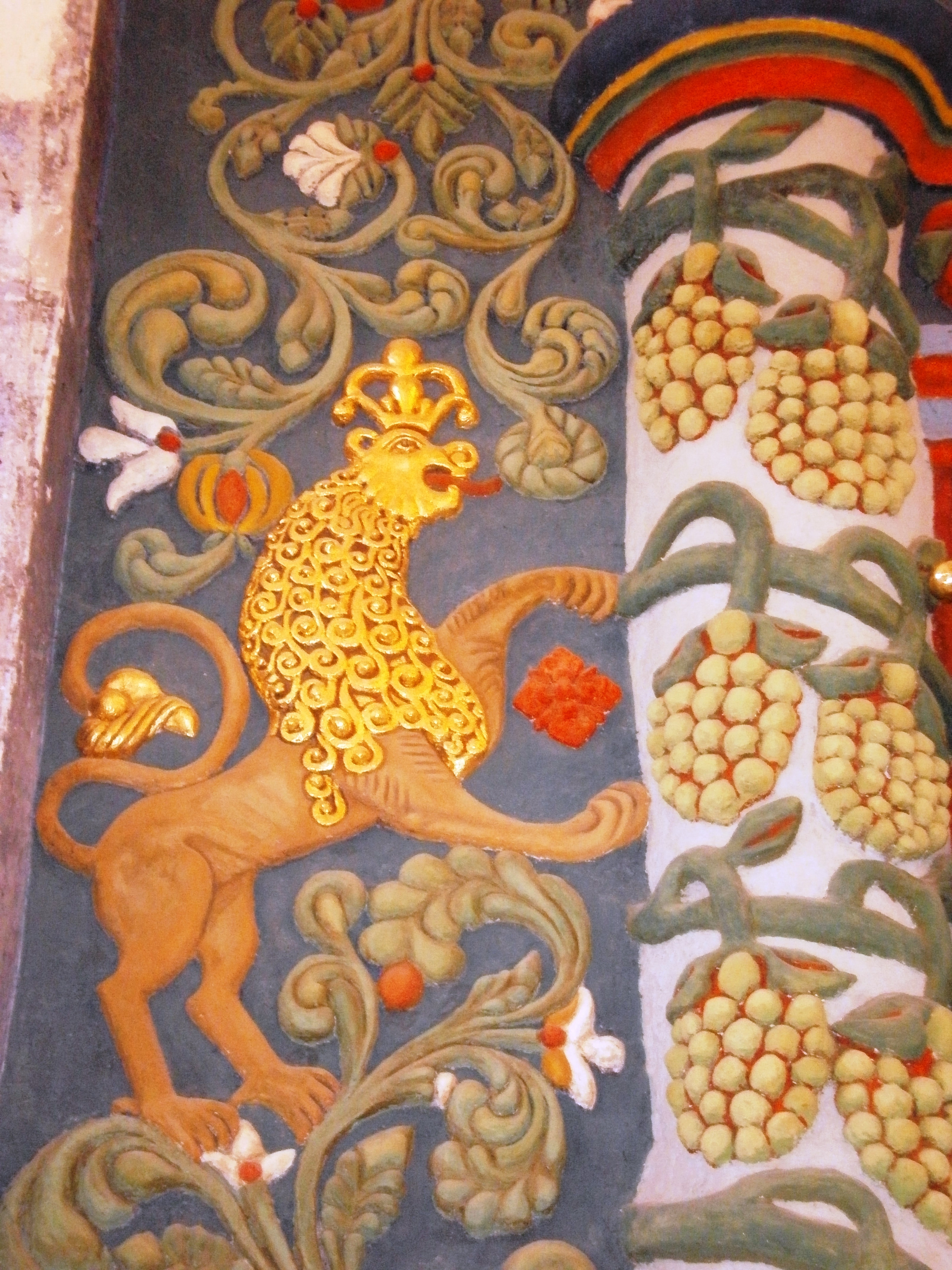
Synagoga - szczegół polichromii (2014)
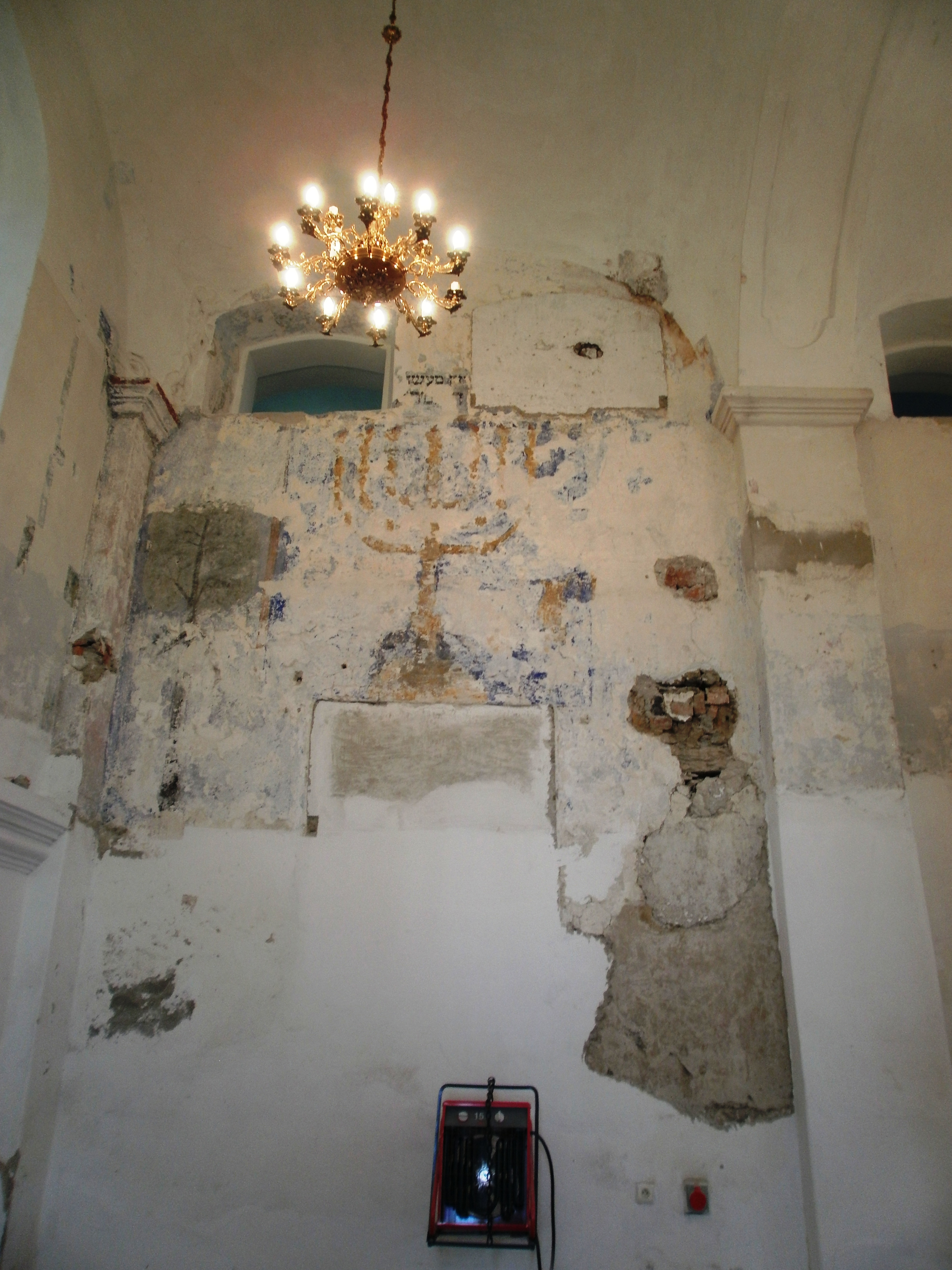
Synagoga - odkryte polichromie (2014)